# پارکس، قلمرو پایتختی استرالیا
پارکس (به انگلیسی: Parkes) یک حومه شهر در استرالیا است که در قلمرو پایتختی استرالیا واقع شده‌است.